# Modern Sounds in Country and Western Music
Modern Sounds in Country and Western Music är ett musikalbum av Ray Charles som lanserades 1962. Albumet överraskade många då det var en fusion av countrymusik och R&B, med mestadels ballader. Charles var dessförinnan känd för att spela in mer dansant musik. Det blev en gigantisk framgång i USA och låg etta på Billboard-listan i 14 veckor. Charles fick med albumet fyra stycken listplacerade singlar, varav de två största hitlåtarna blev "I Can't Stop Loving You" och "You Don't Know Me". Albumet fick samma år en uppföljare, Modern Sounds in Country and Western Music Volume Two.
Skivan listades av magasinet Rolling Stone som #104 i listan The 500 Greatest Albums of All Time. Albumet omnämns även i Robert Dimerys bok 1001 Albums You Must Hear Before You Die.

## Låtlista
(upphovsman inom parentes)
1. "Bye Bye Love" (Felice och Boudleaux Bryant) – 2:09
2. "You Don't Know Me" (Eddy Arnold, Cindy Walker) – 3:14
3. "Half as Much" (Curley Williams) – 3:24
4. "I Love You So Much It Hurts" (Floyd Tillman) – 3:33
5. "Just a Little Lovin' (Will Go a Long Way)" (Eddy Arnold, Zeke Clements) – 3:26
6. "Born to Lose" (Frankie Brown, pseudonym för Ted Daffan) – 3:15
7. "Worried Mind" (Ted Daffan, Jimmie Davis) – 2:54
8. "It Makes No Difference Now" (Floyd Tillman, Jimmie Davis) – 3:30
9. "You Win Again" (Hank Williams) – 3:29
10. "Careless Love" (Trad., arrangemang av Ray Charles) – 3:56
11. "I Can't Stop Loving You" (Don Gibson) – 4:13
12. "Hey, Good Lookin'" (Hank Williams) – 2:10

## Listplaceringar
- Billboard 200, USA: #1[1]
- UK Albums Chart, Storbritannien: #6[2]